# Accademia dei Pugni
La Accademia o Società dei Pugni, literalmente en español, Academia o Sociedad de los Puños, fue una institución cultural italiana, fundada en Milán en 1761 alrededor de los aristócratas Pietro Verri y su hermano Alessandro, y reunida en la Contrada del Monte di Santa Teresa. Varias figuras prominentes de la Lombardía austriaca destacaron como miembros activos de la misma: Cesare Beccaria, Luigi Porro Lambertenghi, Gianbattista Biffi, Gian Rinaldo Carli, Sebastiano Franci, Antonio Menafoglio, Pietro Secchi, Giuseppe Visconti, Giuseppe Colpani, François Baillou, Ruggero Boscovich,  el abad Alfonso Longo y el barnabita Paolo Frisi.
Muy vinculada a los ideales ilustrados del enciclopedismo francés, destacó por sus posicionamientos polémicos (de donde el sobrenombre de la Academia), antitradicionales, e intencionadamente renovadores en el entorno dieciochesco. Desde 1764 a 1766, publicó setenta y cuatro números de una revista, Il Caffè, impresa en Brescia, para huir de la censura de la monarquía austriaca, donde bajo el formato de una tertulia de café se pasaba revista a todo tipo de temas, desde la medicina a la política, y desde la agricultura a la economía.
El final de la publicación de la revista, también supuso el de la actividad de la Academia.